# Liste des matchs de l'équipe de Cuba de football par adversaire
Cette liste présente les matchs de l'équipe de Cuba de football par adversaire rencontré,,. Lorsqu'une rivalité footballistique particulière existe entre Cuba et un autre pays, une page spécifique est parfois proposée.
- Haut – A
- B
- C
- D
- E
- F
- G
- H
- I
- J
- K
- L
- M
- N
- O
- P
- Q
- R
- S
- T
- U
- V
- W
- X
- Y
- Z

## A

### Albanie
Confrontations entre Cuba et l'Albanie :
| Date        | Lieu          | Match          | Score | Compétition  |
| 6 août 1988 | Berat Albanie | Albanie - Cuba | 0-0   | Match amical |

#### Bilan
- Total de matchs disputés : 1
- Victoires de l'équipe de Cuba : 0
- Victoires de l'équipe d'Albanie : 0
- Match nul : 1

### Algérie
Confrontations entre Cuba et l'Algérie :
| Date        | Lieu          | Match          | Score | Compétition  |
| 29 mai 1974 | Alger Algérie | Algérie - Cuba | 0-1   | Match amical |

#### Bilan
- Total de matchs disputés : 1
- Victoires de l'équipe de Cuba : 1
- Victoires de l'équipe d'Algérie : 0
- Match nul : 0

### Allemagne de l'Est
Confrontations entre Cuba et l'Allemagne de l'Est :
| Date        | Lieu                           | Match                     | Score | Compétition  |
| 19 mai 1981 | Senftenberg Allemagne de l'Est | Allemagne de l'Est - Cuba | 3-12  | Match amical |

#### Bilan
- Total de matchs disputés : 1
- Victoires de l'équipe de Cuba : 1
- Victoires de l'équipe d'Allemagne de l'Est : 0
- Match nul : 0

Quatre buts par Chistofer Urriel González

### Angola
Confrontations entre Cuba et l'Angola :
| Date            | Lieu          | Match         | Score | Compétition  |
| 26 juin 1977    | Luanda Angola | Angola - Cuba | 1-0   | Match amical |
| 8 décembre 1987 | Luanda Angola | Angola - Cuba | 3-2   | Match amical |

#### Bilan
- Total de matchs disputés : 2
- Victoires de l'équipe de Cuba : 0
- Victoires de l'équipe d'Angola : 2
- Match nul : 0

### Anguilla
Confrontations entre Cuba et Anguilla :
| Date       | Lieu       | Match           | Score | Compétition                                               |
| 2 mai 1992 | The Valley | Anguilla - Cuba | 0-3   | Tour préliminaire de la Coupe caribéenne des nations 1992 |
| 9 mai 1992 | La Havane  | Cuba-Anguilla   | 5-0   | Tour préliminaire de la Coupe caribéenne des nations 1992 |

#### Bilan
- Total de matchs disputés : 2
- Victoires de l'équipe de Cuba : 2
- Victoires de l'équipe d'Anguilla : 0
- Match nul : 0

### Antigua-et-Barbuda
Confrontations entre Cuba et Antigua-et-Barbuda :
| Date             | Lieu                            | Match                     | Score | Compétition                                                  |
| 28 mars 2003     | Port of Spain Trinité-et-Tobago | Cuba - Antigua-et-Barbuda | 2-0   | Qualifications pour la Gold Cup 2003                         |
| 17 juin 2008     | Saint John's Antigua-et-Barbuda | Antigua-et-Barbuda - Cuba | 3-4   | Qualifications pour la Coupe du monde 2010                   |
| 22 juin 2008     | La Havane Cuba                  | Cuba - Antigua-et-Barbuda | 4-0   | Qualifications pour la Coupe du monde 2010                   |
| 6 décembre 2008  | Trelawny Jamaïque               | Cuba - Antigua-et-Barbuda | 3-0   | Phase finale de la Coupe caribéenne des nations 2008         |
| 14 novembre 2010 | Saint John's Antigua-et-Barbuda | Antigua-et-Barbuda - Cuba | 0-0   | 2e tour préliminaire de la Coupe caribéenne des nations 2010 |

#### Bilan
- Total de matchs disputés : 5
- Victoires de l'équipe de Cuba : 4
- Victoires de l'équipe d'Antigua-et-Barbuda : 0
- Match nul : 1

### Antilles néerlandaises
Confrontations entre Cuba et les Antilles néerlandaises :
| Date            | Lieu                                  | Match                         | Score | Compétition                                                      |
| 28 août 1955    | Tegucigalpa Honduras                  | Antilles néerlandaises - Cuba | 2-0   | Coupe CCCF 1955                                                  |
| 23 février 1960 | La Havane Cuba                        | Cuba - Antilles néerlandaises | 3-4   | Coupe CCCF 1960                                                  |
| 13 août 1962    | Kingston Jamaïque                     | Antilles néerlandaises - Cuba | 2-1   | Jeux d'Amérique centrale et des Caraïbes 1962                    |
| 20 janvier 1965 | Kingston Jamaïque                     | Antilles néerlandaises - Cuba | 1-1   | Qualifications pour la Coupe du monde 1966                       |
| 30 janvier 1965 | La Havane Cuba                        | Cuba - Antilles néerlandaises | 0-1   | Qualifications pour la Coupe du monde 1966                       |
| 17 janvier 1967 | Kingston Jamaïque                     | Antilles néerlandaises - Cuba | 2-2   | Tournoi qualificatif de la Coupe des nations de la CONCACAF 1967 |
| 23 mai 1995     | Saint-Domingue République dominicaine | Cuba - Antilles néerlandaises | 3-0   | Tour préliminaire de la Coupe caribéenne des nations 1995        |
| 23 octobre 2008 | La Havane Cuba                        | Cuba - Antilles néerlandaises | 7-1   | 2e tour préliminaire de la Coupe caribéenne des nations 2008     |

#### Bilan
- Total de matchs disputés : 8
- Victoires de l'équipe de Cuba : 2
- Victoires de l'équipe des Antilles néerlandaises : 4
- Match nul : 2

### Aruba
Confrontations entre Cuba et Aruba :
| Date         | Lieu                 | Match        | Score | Compétition     |
| 19 août 1955 | Tegucigalpa Honduras | Aruba - Cuba | 4-1   | Coupe CCCF 1955 |

#### Bilan
- Total de matchs disputés : 1
- Victoires de l'équipe de Cuba : 0
- Victoires de l'équipe d'Aruba : 1
- Match nul : 0

## B

### Bahamas
Confrontations entre Cuba et les Bahamas :
| Date             | Lieu              | Match          | Score | Compétition                                                   |
| 7 mai 1999       | Hamilton Bermudes | Cuba - Bahamas | 7-0   | 2e tour préliminaire de la Coupe caribéenne des nations 1999  |
| 4 septembre 2006 | La Havane Cuba    | Cuba - Bahamas | 6-0   | 1er tour préliminaire de la Coupe caribéenne des nations 2007 |

#### Bilan
- Total de matchs disputés : 2
- Victoires de l'équipe de Cuba : 2
- Victoires de l'équipe des Bahamas : 0
- Match nul : 0

### Barbade
Confrontations entre Cuba et la Barbade :
| Date            | Lieu               | Match          | Score              | Compétition                                                  |
| 7 mai 2000      | La Havane Cuba     | Cuba - Barbade | 1-1                | Qualifications pour la Coupe du monde 2002                   |
| 21 mai 2000     | Bridgetown Barbade | Barbade - Cuba | 1-1 a.p. (5 tab 4) | Qualifications pour la Coupe du monde 2002                   |
| 20 février 2005 | Bridgetown Barbade | Barbade - Cuba | 0-3                | Phase finale de la Coupe caribéenne des nations 2005         |
| 25 octobre 2008 | La Havane Cuba     | Cuba - Barbade | 1-1                | 2e tour préliminaire de la Coupe caribéenne des nations 2008 |
| 26 août 2018    | Bridgetown Barbade | Barbade - Cuba | 0-0                | Match amical                                                 |
| 29 août 2018    | Bridgetown Barbade | Barbade - Cuba | 0-2                | Match amical                                                 |

#### Bilan
- Total de matchs disputés : 6
- Victoires de l'équipe de Cuba : 2
- Victoires de l'équipe de la Barbade : 0
- Match nul : 4

### Belize
Confrontations entre Cuba et le Belize :
| Date            | Lieu               | Match         | Score | Compétition                      |
| 4 juin 2001     | La Havane Cuba     | Cuba - Belize | 2-1   | Match amical                     |
| 24 juin 2001    | Belize City Belize | Belize - Cuba | 3-2   | Match amical                     |
| 16 juillet 2013 | East Hartford      | Cuba - Belize | 4-0   | Phase finale de la Gold Cup 2013 |

#### Bilan
- Total de matchs disputés : 3
- Victoires de l'équipe de Cuba : 2
- Victoires de l'équipe du Belize : 1
- Match nul : 0

### Bermudes
Confrontations entre Cuba et les Bermudes :
| Date            | Lieu                     | Match           | Score | Compétition                                               |
| 8 mai 1998      | George Town Îles Caïmans | Cuba - Bermudes | 2-1   | Tour préliminaire de la Coupe caribéenne des nations 1998 |
| 9 mai 1999      | Hamilton Bermudes        | Bermudes - Cuba | 1-2   | Tour préliminaire de la Coupe caribéenne des nations 1999 |
| 22 mars 2016    | La Havane Cuba           | Cuba - Bermudes | 2-1   | Éliminatoires de la Coupe caribéenne des nations 2017     |
| 25 février 2019 | La Havane Cuba           | Cuba - Bermudes | 2-2   | Match amical                                              |
| 27 février 2019 | La Havane Cuba           | Cuba - Bermudes | 5-0   | Match amical                                              |

#### Bilan
- Total de matchs disputés : 5
- Victoires de l'équipe de Cuba : 4
- Victoires de l'équipe des Bermudes : 0
- Match nul : 1

### Bolivie
Confrontations entre Cuba et la Bolivie :
| Date            | Lieu               | Match          | Score | Compétition  |
| 29 février 2012 | Cochabamba Bolivie | Bolivie - Cuba | 1-0   | Match amical |

#### Bilan
- Total de matchs disputés : 1
- Victoires de l'équipe de Cuba : 0
- Victoires de l'équipe de Bolivie : 1
- Match nul : 0

### Bulgarie
Confrontations entre Cuba et la Bulgarie :
| Date       | Lieu           | Match           | Score | Compétition  |
| 4 mai 1983 | Sofia Bulgarie | Bulgarie - Cuba | 5-2   | Match amical |

#### Bilan
- Total de matchs disputés : 1
- Victoires de l'équipe de Cuba : 0
- Victoires de l'équipe de Bulgarie : 1
- Match nul : 0

## C

### Canada
Confrontations entre Cuba et le Canada :
| Date              | Lieu                     | Match         | Score | Compétition                                |
| 5 janvier 1975    | La Havane Cuba           | Cuba - Canada | 4-0   | Match amical                               |
| 21 novembre 1981  | Tegucigalpa Honduras     | Cuba - Canada | 2-2   | Qualifications pour la Coupe du monde 1982 |
| 10 octobre 1996   | Edmonton Canada          | Canada - Cuba | 2-0   | Qualifications pour la Coupe du monde 1998 |
| 13 octobre 1996   | Edmonton Canada          | Cuba - Canada | 0-2   | Qualifications pour la Coupe du monde 1998 |
| 6 octobre 1999    | Los Angeles États-Unis   | Canada - Cuba | 0-0   | Qualifications pour la Gold Cup 2000       |
| 4 juin 2000       | La Havane Cuba           | Cuba - Canada | 0-1   | Qualifications pour la Coupe du monde 2002 |
| 11 juin 2000      | Winnipeg Canada          | Canada - Cuba | 0-0   | Qualifications pour la Coupe du monde 2002 |
| 14 juillet 2003   | Foxborough États-Unis    | Canada - Cuba | 0-2   | Phase finale de la Gold Cup 2003           |
| 12 juillet 2005   | Foxborough États-Unis    | Canada - Cuba | 2-1   | Phase finale de la Gold Cup 2005           |
| 9 juin 2012       | La Havane Cuba           | Cuba - Canada | 0-1   | Qualifications pour la Coupe du monde 2014 |
| 12 octobre 2012   | Toronto Canada           | Canada - Cuba | 3-0   | Qualifications pour la Coupe du monde 2014 |
| 23 juin 2019      | Charlotte États-Unis     | Canada - Cuba | 7-0   | Phase finale de la Gold Cup 2019           |
| 7 septembre 2019  | Toronto Canada           | Canada - Cuba | 6-0   | Ligue des nations de la CONCACAF 2019-2020 |
| 10 septembre 2019 | George Town Îles Caïmans | Cuba - Canada | 0-1   | Ligue des nations de la CONCACAF 2019-2020 |

#### Bilan
- Total de matchs disputés : 14
- Victoires de l'équipe de Cuba : 2
- Victoires de l'équipe du Canada : 9
- Match nul : 3

### Chili
Confrontations entre Cuba et le Chili :
| Date        | Lieu         | Match        | Score | Compétition  |
| 9 mai 2007  | Osorno Chili | Chili - Cuba | 3-0   | Match amical |
| 16 mai 2007 | Temuco Chili | Chili - Cuba | 2-0   | Match amical |

#### Bilan
- Total de matchs disputés : 2
- Victoires de l'équipe de Cuba : 0
- Victoires de l'équipe du Chili : 2
- Match nul : 0

### Chine
Confrontations entre Cuba et la Chine :
| Date        | Lieu        | Match        | Score | Compétition  |
| 21 mai 1971 | Pékin Chine | Chine - Cuba | 1-0   | Match amical |

#### Bilan
- Total de matchs disputés : 1
- Victoires de l'équipe de Cuba : 0
- Victoires de l'équipe de Chine : 1
- Match nul : 0

### Congo
Confrontations entre Cuba et le Congo :
| Date          | Lieu                | Match        | Score | Compétition  |
| 21 avril 1976 | République du Congo | Congo - Cuba | 3-1   | Match amical |

#### Bilan
- Total de matchs disputés : 1
- Victoires de l'équipe de Cuba : 0
- Victoires de l'équipe du Congo : 1
- Match nul : 0

### Costa Rica
Confrontations entre Cuba et le Costa Rica :
| Date             | Lieu                            | Match             | Score | Compétition                                              |
| 30 mars 1930     | La Havane Cuba                  | Cuba - Costa Rica | 2-1   | Jeux d'Amérique centrale et des Caraïbes 1930            |
| 31 mars 1935     | San Salvador Salvador           | Costa Rica - Cuba | 2-1   | Jeux d'Amérique centrale et des Caraïbes 1935            |
| 16 août 1955     | Tegucigalpa Honduras            | Costa Rica - Cuba | 6-0   | Coupe CCCF 1955                                          |
| 6 septembre 1959 | Chicago États-Unis              | Costa Rica - Cuba | 2-1   | Jeux panaméricains 1959                                  |
| 21 février 1960  | La Havane Cuba                  | Cuba - Costa Rica | 0-5   | Coupe CCCF 1960                                          |
| 5 mars 1961      | San José Costa Rica             | Costa Rica - Cuba | 4-1   | Coupe CCCF 1961                                          |
| 20 novembre 1971 | Port of Spain Trinité-et-Tobago | Costa Rica - Cuba | 3-0   | Phase finale de la Coupe des nations de la CONCACAF 1971 |
| 24 juin 1980     | San José Costa Rica             | Costa Rica - Cuba | 3-0   | Match amical                                             |
| 2 août 1983      | Alajuela Costa Rica             | Costa Rica - Cuba | 3-0   | Match amical                                             |
| 4 août 1983      | San José Costa Rica             | Costa Rica - Cuba | 2-0   | Match amical                                             |
| 4 février 1998   | Oakland États-Unis              | Cuba - Costa Rica | 2-7   | Phase finale de la Gold Cup 1998                         |
| 16 juillet 2003  | Foxborough États-Unis           | Cuba - Costa Rica | 0-3   | Phase finale de la Gold Cup 2003                         |
| 12 juin 2004     | La Havane Cuba                  | Cuba - Costa Rica | 2-2   | Qualifications pour la Coupe du monde 2006               |
| 20 juin 2004     | Alajuela Costa Rica             | Costa Rica - Cuba | 1-1   | Qualifications pour la Coupe du monde 2006               |
| 9 juillet 2005   | Seattle États-Unis              | Costa Rica - Cuba | 3-1   | Phase finale de la Gold Cup 2005                         |
| 5 juin 2011      | Arlington États-Unis            | Costa Rica - Cuba | 5-0   | Phase finale de la Gold Cup 2011                         |
| 11 décembre 2011 | La Havane Cuba                  | Cuba - Costa Rica | 1-1   | Match amical                                             |
| 9 juillet 2013   | Portland États-Unis             | Costa Rica - Cuba | 3-0   | Phase finale de la Gold Cup 2013                         |

#### Bilan
- Total de matchs disputés : 18
- Victoires de l'équipe de Cuba : 1
- Victoires de l'équipe du Costa Rica : 14
- Match nul : 3

### Corée du Sud
Confrontations entre Cuba et la Corée du Sud :
| Date            | Lieu                | Match               | Score | Compétition                      |
| 23 janvier 2002 | Pasadena États-Unis | Corée du Sud - Cuba | 0-0   | Phase finale de la Gold Cup 2002 |

#### Bilan
- Total de matchs disputés : 1
- Victoires de l'équipe de Cuba : 0
- Victoires de l'équipe de Corée du Sud : 0
- Match nul : 1

### Curaçao
Confrontations entre Cuba et Curaçao :
| Date             | Lieu                              | Match          | Score | Compétition                                          |
| 18 août 1957     | Willemstad Antilles néerlandaises | Curaçao - Cuba | 2-0   | Coupe CCCF 1957                                      |
| 13 novembre 2014 | Montego Bay Jamaïque              | Curaçao - Cuba | 2-3   | Phase finale de la Coupe caribéenne des nations 2014 |
| 10 juin 2015     | Willemstad Curaçao                | Curaçao - Cuba | 0-0   | Qualifications pour la Coupe du monde 2018           |
| 14 juin 2015     | La Havane Cuba                    | Cuba - Curaçao | 1-1   | Qualifications pour la Coupe du monde 2018           |
| 28 mars 2021     | Guatemala                         | Cuba - Curaçao | 1-2   | Qualifications pour la Coupe du monde 2022           |

#### Bilan
- Total de matchs disputés : 5
- Victoires de l'équipe de Cuba : 1
- Victoires de l'équipe de Curaçao : 2
- Match nul : 2

## D

### Dominique
Confrontations entre Cuba et Dominique :
| Date             | Lieu                            | Match            | Score | Compétition                                                  |
| 4 avril 2001     | Uitvlugt Guyana                 | Cuba - Dominique | 3-1   | Tour préliminaire de la Coupe caribéenne des nations 2001    |
| 10 novembre 2010 | Saint John's Antigua-et-Barbuda | Cuba - Dominique | 4-2   | 2e tour préliminaire de la Coupe caribéenne des nations 2010 |

#### Bilan
- Total de matchs disputés : 2
- Victoires de l'équipe de Cuba : 2
- Victoires de l'équipe de Dominique : 0
- Match nul : 0

## E

### Équateur
Confrontations entre Cuba et l'Équateur :
| Date         | Lieu             | Match           | Score | Compétition  |
| 5 mars 1987  | La Havane Cuba   | Cuba - Équateur | 2-1   | Match amical |
| 8 mars 1987  | La Havane Cuba   | Cuba - Équateur | 0-0   | Match amical |
| 31 mars 1987 | Machala Équateur | Équateur - Cuba | 0-1   | Match amical |
| 2 avril 1987 | Azogues Équateur | Équateur - Cuba | 0-0   | Match amical |

#### Bilan
- Total de matchs disputés : 4
- Victoires de l'équipe de Cuba : 2
- Victoires de l'équipe d'Équateur : 0
- Match nul : 2

### États-Unis
Confrontations entre Cuba et les États-Unis :
| Date              | Lieu                     | Match             | Score | Compétition                                |
| 20 juillet 1947   | La Havane Cuba           | Cuba - États-Unis | 5-2   | Championnat de la NAFC 1947                |
| 14 septembre 1949 | Mexico Mexique           | Cuba - États-Unis | 6-1   | Qualifications pour la Coupe du monde 1950 |
| 21 septembre 1949 | Mexico Mexique           | États-Unis - Cuba | 0-2   | Qualifications pour la Coupe du monde 1950 |
| 1er février 1998  | San Diego États-Unis     | États-Unis - Cuba | 0-9   | Phase finale de la Gold Cup 1998           |
| 21 janvier 2002   | Pasadena États-Unis      | Cuba - États-Unis | 0-1   | Phase finale de la Gold Cup 2002           |
| 19 juillet 2003   | Foxborough États-Unis    | États-Unis - Cuba | 5-4   | Quart-de-finale de la Gold Cup 2003        |
| 7 juillet 2005    | Seattle États-Unis       | Cuba - États-Unis | 1-4   | Phase finale de la Gold Cup 2005           |
| 6 septembre 2008  | Pinar del Rio Cuba       | Cuba - États-Unis | 0-1   | Qualifications pour la Coupe du monde 2010 |
| 11 octobre 2008   | San Francisco États-Unis | États-Unis - Cuba | 6-1   | Qualifications pour la Coupe du monde 2010 |
| 13 juillet 2013   | Sandy États-Unis         | États-Unis - Cuba | 4-1   | Phase finale de la Gold Cup 2013           |
| 18 juillet 2015   | Baltimore États-Unis     | États-Unis - Cuba | 6-2   | Quart-de-finale de la Gold Cup 2015        |
| 7 octobre 2016    | La Havane Cuba           | Cuba - États-Unis | 1-2   | Match amical                               |
| 11 octobre 2019   | Washington DC États-Unis | États-Unis - Cuba | 1-0   | Ligue des nations de la CONCACAF 2019-2020 |
| 19 mai 2024       | La Havane Cuba           | Cuba - États-Unis | 6-0   | Ligue des nations de la CONCACAF 2019-2020 |

#### Bilan
- Total de matchs disputés : 14
- Victoires de l'équipe de Cuba : 5
- Victoires de l'équipe des États-Unis : 9
- Match nul : 0

### Éthiopie
Confrontations entre Cuba et l'Éthiopie :
| Date         | Lieu                 | Match           | Score | Compétition  |
| 10 juin 1977 | Addis Abeba Éthiopie | Éthiopie - Cuba | 0-0   | Match amical |

#### Bilan
- Total de matchs disputés : 1
- Victoires de l'équipe de Cuba : 0
- Victoires de l'équipe d'Éthiopie : 0
- Match nul : 1

## G

### Ghana
Confrontations entre Cuba et le Ghana :
| Date             | Lieu          | Match        | Score | Compétition  |
| 10 décembre 1987 | Luanda Angola | Cuba - Ghana | 1-1   | Match amical |

#### Bilan
- Total de matchs disputés : 1
- Victoires de l'équipe de Cuba : 0
- Victoires de l'équipe du Ghana : 0
- Match nul : 1

### Grenade
Confrontations entre Cuba et la Grenade :
| Date             | Lieu                      | Match          | Score              | Compétition                                                 |
| 20 mai 2004      | La Havane Cuba            | Cuba - Grenade | 2-2                | Match amical                                                |
| 11 décembre 2008 | Kingston Jamaïque         | Cuba - Grenade | 2-2 a.p. (5 tab 6) | Demi-finale de la Coupe caribéenne des nations 2008         |
| 30 novembre 2010 | Fort-de-France Martinique | Cuba - Grenade | 0-0                | Phase finale de la Coupe caribéenne des nations 2010        |
| 5 décembre 2010  | Fort-de-France Martinique | Grenade - Cuba | 0-1                | Match de classement de la Coupe caribéenne des nations 2010 |
| 12 octobre 2018  | Saint-Georges Grenade     | Grenade - Cuba | 0-2                | Éliminatoires de la Gold Cup 2019                           |

#### Bilan
- Total de matchs disputés : 5
- Victoires de l'équipe de Cuba : 2
- Victoires de l'équipe de Grenade : 0
- Match nul : 3

### Guadeloupe
Confrontations entre Cuba et la Guadeloupe :
| Date             | Lieu                              | Match             | Score              | Compétition                                                 |
| 18 juin 1992     | Pointe-à-Pierre Trinité-et-Tobago | Cuba - Guadeloupe | 2-0                | Phase finale de la Coupe caribéenne des nations 1992        |
| 26 mars 2003     | Port of Spain Trinité-et-Tobago   | Guadeloupe - Cuba | 2-3                | Qualifications pour la Gold Cup 2003                        |
| 14 janvier 2007  | San Fernando Trinité-et-Tobago    | Cuba - Guadeloupe | 1-2                | Phase finale de la Coupe caribéenne des nations 2007        |
| 23 janvier 2007  | Port of Spain Trinité-et-Tobago   | Cuba - Guadeloupe | 2-1                | Match de classement de la Coupe caribéenne des nations 2007 |
| 4 décembre 2008  | Montego Bay Jamaïque              | Guadeloupe - Cuba | 1-2                | Phase finale de la Coupe caribéenne des nations 2008        |
| 14 décembre 2008 | Kingston Jamaïque                 | Cuba - Guadeloupe | 0-0 a.p. (4 tab 5) | Match de classement de la Coupe caribéenne des nations 2008 |
| 3 décembre 2010  | Fort-de-France Martinique         | Cuba - Guadeloupe | 1-2                | Demi-finale de la Coupe caribéenne des nations 2010         |

#### Bilan
- Total de matchs disputés : 7
- Victoires de l'équipe de Cuba : 4
- Victoires de l'équipe de Guadeloupe : 2
- Match nul : 1

### Guatemala
Confrontations entre Cuba et le Guatemala :
| Date              | Lieu                     | Match            | Score | Compétition                                   |
| 27 mars 1935      | San Salvador Salvador    | Cuba - Guatemala | 2-1   | Jeux d'Amérique centrale et des Caraïbes 1930 |
| 12 mars 1961      | San José Costa Rica      | Cuba - Guatemala | 0-2   | Coupe CCCF 1961                               |
| 30 avril 1988     | La Havane Cuba           | Cuba - Guatemala | 0-1   | Qualifications pour la Coupe du monde 1990    |
| 15 mai 1988       | San Marcos Guatemala     | Guatemala - Cuba | 1-1   | Qualifications pour la Coupe du monde 1990    |
| 30 août 1996      | Guatemala                | Guatemala - Cuba | 1-1   | Match amical                                  |
| 6 janvier 2002    | La Havane Cuba           | Cuba - Guatemala | 0-1   | Match amical                                  |
| 9 janvier 2002    | La Havane Cuba           | Cuba - Guatemala | 0-0   | Match amical                                  |
| 10 septembre 2008 | Guatemala                | Guatemala - Cuba | 4-1   | Qualifications pour la Coupe du monde 2010    |
| 15 octobre 2008   | La Havane Cuba           | Cuba - Guatemala | 2-1   | Qualifications pour la Coupe du monde 2010    |
| 23 août 2014      | Guatemala                | Guatemala - Cuba | 1-0   | Match amical                                  |
| 15 juillet 2015   | Charlotte États-Unis     | Cuba - Guatemala | 1-0   | Phase finale de la Gold Cup 2015              |
| 15 août 2018      | Guatemala                | Guatemala - Cuba | 3-0   | Match amical                                  |
| 18 août 2018      | Quetzaltenango Guatemala | Guatemala - Cuba | 1-0   | Match amical                                  |
| 24 mars 2021      | Guatemala                | Guatemala - Cuba | 1-0   | Qualifications pour la Coupe du monde 2022    |

#### Bilan
- Total de matchs disputés : 14
- Victoires de l'équipe de Cuba : 3
- Victoires de l'équipe du Guatemala : 8
- Match nul : 3

### Guyana
Confrontations entre Cuba et le Guyana :
| Date             | Lieu                           | Match         | Score | Compétition                                               |
| 9 novembre 1980  | La Havane Cuba                 | Cuba - Guyana | 1-0   | Qualifications pour la Coupe du monde 1982                |
| 30 novembre 1980 | Linden Guyana                  | Guyana - Cuba | 0-3   | Qualifications pour la Coupe du monde 1982                |
| 20 janvier 1985  | Georgetown Guyana              | Guyana - Cuba | 1-0   | Match amical                                              |
| 27 janvier 1985  | Georgetown Guyana              | Guyana - Cuba | 2-2   | Match amical                                              |
| 8 avril 2001     | Georgetown Guyana              | Guyana - Cuba | 0-3   | Tour préliminaire de la Coupe caribéenne des nations 2001 |
| 18 janvier 2007  | San Fernando Trinité-et-Tobago | Cuba - Guyana | 0-0   | Phase finale de la Coupe caribéenne des nations 2007      |
| 22 février 2008  | Linden Guyana                  | Guyana - Cuba | 2-1   | Match amical                                              |
| 24 février 2008  | Georgetown Guyana              | Guyana - Cuba | 0-0   | Match amical                                              |

#### Bilan
- Total de matchs disputés : 8
- Victoires de l'équipe de Cuba : 3
- Victoires de l'équipe du Guyana : 2
- Match nul : 3

### Guyane
Confrontations entre Cuba et le Guyane :
| Date             | Lieu                           | Match         | Score | Compétition                                                   |
| 10 décembre 2012 | North Sound Antigua-et-Barbuda | Cuba - Guyane | 2-1   | Phase finale de la Coupe caribéenne des nations 2012          |
| 11 novembre 2014 | Montego Bay Jamaïque           | Cuba - Guyane | 1-1   | Phase finale de la Coupe caribéenne des nations 2014          |
| 29 mars 2016     | Cayenne Guyane                 | Guyane - Cuba | 3-0   | 1er tour préliminaire de la Coupe caribéenne des nations 2017 |
| 3 juillet 2021   | Fort Lauderdale États-Unis     | Cuba - Guyane | 0-3   | Éliminatoires de la Gold Cup 2021                             |

#### Bilan
- Total de matchs disputés : 4
- Victoires de l'équipe de Cuba : 1
- Victoires de l'équipe de Guyane : 2
- Match nul : 1

## H

### Haïti
Confrontations entre Cuba et Haïti :
| Date             | Lieu                              | Match        | Score         | Compétition                                                   |
| 28 janvier 1934  | Port-au-Prince Haïti              | Cuba - Haïti | 3-1           | Qualifications pour la Coupe du monde 1934                    |
| 1er février 1934 | Port-au-Prince Haïti              | Haïti - Cuba | 1-1           | Qualifications pour la Coupe du monde 1934                    |
| 4 février 1934   | Port-au-Prince Haïti              | Cuba - Haïti | 6-0           | Qualifications pour la Coupe du monde 1934                    |
| 13 mars 1940     | Cuba                              | Cuba - Haïti | 2-1           | Match amical                                                  |
| 23 août 1957     | Willemstad Antilles néerlandaises | Cuba - Haïti | 1-6           | Coupe CCCF 1957                                               |
| 28 août 1959     | Chicago États-Unis                | Cuba - Haïti | 2-8           | Jeux panaméricains 1959                                       |
| 7 mars 1961      | San José Costa Rica               | Cuba - Haïti | 1-2           | Coupe CCCF 1961                                               |
| 12 janvier 1967  | Kingston Jamaïque                 | Cuba - Haïti | 1-1           | Tour préliminaire de la Coupe des nations de la CONCACAF 1967 |
| 4 décembre 1971  | San Fernando Trinité-et-Tobago    | Cuba - Haïti | 0-0           | Phase finale de la Coupe des nations de la CONCACAF 1971      |
| 28 novembre 1976 | La Havane Cuba                    | Cuba - Haïti | 1-1           | Qualifications pour la Coupe du monde 1978                    |
| 11 décembre 1976 | Port-au-Prince Haïti              | Haïti - Cuba | 1-1           | Qualifications pour la Coupe du monde 1978                    |
| 29 décembre 1976 | Panama                            | Cuba - Haïti | 0-2           | Qualifications pour la Coupe du monde 1978                    |
| 15 novembre 1981 | Tegucigalpa Honduras              | Haïti - Cuba | 0-2           | Qualifications pour la Coupe du monde 1982                    |
| 29 mai 1996      | Arima Trinité-et-Tobago           | Cuba - Haïti | 0-0           | Phase finale de la Coupe caribéenne des nations 1996          |
| 10 juin 1996     | Port of Spain Trinité-et-Tobago   | Cuba - Haïti | 6-1           | Qualifications pour la Coupe du monde 1998                    |
| 30 juin 1996     | Cap-Haïtien Haïti                 | Haïti - Cuba | 1-1           | Qualifications pour la Coupe du monde 1998                    |
| 20 octobre 1997  | Port-au-Prince Haïti              | Haïti - Cuba | 2-2 (4 tab 1) | Match amical                                                  |
| 4 juin 1999      | Macoya Trinité-et-Tobago          | Cuba - Haïti | 3-1           | Phase finale de la Coupe caribéenne des nations 1999          |
| 8 octobre 1999   | Los Angeles États-Unis            | Cuba - Haïti | 0-1           | Qualifications pour la Gold Cup 2000                          |
| 27 mai 2000      | La Havane Cuba                    | Cuba - Haïti | 0-1           | Match amical                                                  |
| 29 mai 2000      | La Havane Cuba                    | Cuba - Haïti | 1-1           | Match amical                                                  |
| 20 mai 2001      | Arima Trinité-et-Tobago           | Haïti - Cuba | 0-0           | Phase finale de la Coupe caribéenne des nations 2001          |
| 9 janvier 2005   | Port-au-Prince Haïti              | Haïti - Cuba | 0-1           | Tour préliminaire de la Coupe caribéenne des nations 2005     |
| 16 janvier 2005  | La Havane Cuba                    | Cuba - Haïti | 1-1 a.p.      | Tour préliminaire de la Coupe caribéenne des nations 2005     |
| 17 octobre 2006  | Port-au-Prince Haïti              | Haïti - Cuba | 0-0           | Match amical                                                  |
| 19 octobre 2006  | Cap-Haïtien Haïti                 | Haïti - Cuba | 0-1           | Match amical                                                  |
| 8 novembre 2006  | Fort-de-France Martinique         | Haïti - Cuba | 1-2           | 2e tour préliminaire de la Coupe caribéenne des nations 2007  |
| 8 décembre 2008  | Montego Bay Jamaïque              | Cuba - Haïti | 0-1           | Phase finale de la Coupe caribéenne des nations 2008          |
| 14 décembre 2012 | Saint John's Antigua-et-Barbuda   | Haïti - Cuba | 0-1           | Demi-finale de la Coupe caribéenne des nations 2012           |
| 18 novembre 2014 | Montego Bay Jamaïque              | Cuba - Haïti | 1-2           | Match de classement de la Coupe caribéenne des nations 2014   |
| 24 mars 2019     | Port-au-Prince Haïti              | Haïti - Cuba | 2-1           | Éliminatoires de la Gold Cup 2019                             |

#### Bilan
- Total de matchs disputés : 31
- Victoires de l'équipe de Cuba : 10
- Victoires de l'équipe d'Haïti : 9
- Match nul : 12

### Honduras
Confrontations entre Cuba et le Honduras :
| Date              | Lieu                              | Match           | Score | Compétition                                              |
| 20 mars 1930      | La Havane Cuba                    | Cuba - Honduras | 7-1   | Jeux d'Amérique centrale et des Caraïbes 1930            |
| 24 mars 1930      | La Havane Cuba                    | Cuba - Honduras | 5-0   | Jeux d'Amérique centrale et des Caraïbes 1930            |
| 25 mars 1935      | San Salvador Salvador             | Cuba - Honduras | 3-0   | Jeux d'Amérique centrale et des Caraïbes 1935            |
| 14 août 1955      | Tegucigalpa Honduras              | Honduras - Cuba | 3-0   | Coupe CCCF 1955                                          |
| 21 août 1957      | Willemstad Antilles néerlandaises | Cuba - Honduras | 0-2   | Coupe CCCF 1957                                          |
| 27 février 1960   | La Havane Cuba                    | Cuba - Honduras | 2-1   | Coupe CCCF 1960                                          |
| 23 novembre 1971  | Port of Spain Trinité-et-Tobago   | Cuba - Honduras | 3-1   | Phase finale de la Coupe des nations de la CONCACAF 1971 |
| 8 novembre 1981   | Tegucigalpa Honduras              | Honduras - Cuba | 2-0   | Qualifications pour la Coupe du monde 1982               |
| 25 août 1996      | Tegucigalpa Honduras              | Honduras - Cuba | 4-0   | Match amical                                             |
| 28 août 1996      | San Pedro Sula Honduras           | Honduras - Cuba | 2-2   | Match amical                                             |
| 13 juin 2007      | Houston États-Unis                | Cuba - Honduras | 0-5   | Phase finale de la Gold Cup 2007                         |
| 7 septembre 2012  | La Havane Cuba                    | Cuba - Honduras | 0-3   | Qualifications pour la Coupe du monde 2014               |
| 11 septembre 2012 | San Pedro Sula Honduras           | Honduras - Cuba | 1-0   | Qualifications pour la Coupe du monde 2014               |
| 16 décembre 2015  | Juticalpa Honduras                | Honduras - Cuba | 2-0   | Match amical                                             |

#### Bilan
- Total de matchs disputés : 14
- Victoires de l'équipe de Cuba : 5
- Victoires de l'équipe du Honduras : 8
- Match nul : 1

## I

### Îles Caïmans
Confrontations entre Cuba et les Îles Caïmans :
| Date              | Lieu                     | Match               | Score | Compétition                                                   |
| 30 juillet 1995   | George Town Îles Caïmans | Îles Caïmans - Cuba | 0-3   | Match de classement de la Coupe caribéenne des nations 1995   |
| 26 avril 1996     | George Town Îles Caïmans | Îles Caïmans - Cuba | 0-4   | Tour préliminaire de la Coupe caribéenne des nations 1996     |
| 12 mai 1996       | George Town Îles Caïmans | Îles Caïmans - Cuba | 0-1   | Qualifications pour la Coupe du monde 1998                    |
| 14 mai 1996       | George Town Îles Caïmans | Cuba - Îles Caïmans | 5-0   | Qualifications pour la Coupe du monde 1998                    |
| 6 mai 1998        | George Town Îles Caïmans | Îles Caïmans - Cuba | 2-2   | Tour préliminaire de la Coupe caribéenne des nations 1998     |
| 5 mai 1999        | Hamilton Bermudes        | Cuba - Îles Caïmans | 4-1   | 2e tour préliminaire de la Coupe caribéenne des nations 1999  |
| 5 mars 2000       | La Havane Cuba           | Cuba - Îles Caïmans | 4-0   | Qualifications pour la Coupe du monde 2002                    |
| 19 mars 2000      | George Town Îles Caïmans | Îles Caïmans - Cuba | 0-0   | Qualifications pour la Coupe du monde 2002                    |
| 27 novembre 2002  | George Town Îles Caïmans | Îles Caïmans - Cuba | 0-5   | Qualifications pour la Gold Cup 2003                          |
| 22 février 2004   | George Town Îles Caïmans | Îles Caïmans - Cuba | 1-2   | Qualifications pour la Coupe du monde 2006                    |
| 27 mars 2004      | La Havane Cuba           | Cuba - Îles Caïmans | 3-0   | Qualifications pour la Coupe du monde 2006                    |
| 6 septembre 2006  | La Havane Cuba           | Cuba - Îles Caïmans | 7-0   | 1er tour préliminaire de la Coupe caribéenne des nations 2007 |
| 29 septembre 2018 | La Havane Cuba           | Cuba - Îles Caïmans | 5-0   | Match amical                                                  |
| 29 mai 2019       | George Town Îles Caïmans | Îles Caïmans - Cuba | 0-0   | Match amical                                                  |
| 31 mai 2019       | George Town Îles Caïmans | Îles Caïmans - Cuba | 0-1   | Match amical                                                  |

#### Bilan
- Total de matchs disputés : 15
- Victoires de l'équipe de Cuba : 12
- Victoires de l'équipe des Îles Caïmans : 0
- Match nul : 3

### Îles Turques-et-Caïques
Confrontations entre Cuba et les Îles Turques-et-Caïques :
| Date             | Lieu           | Match                          | Score | Compétition                                                   |
| 2 septembre 2006 | La Havane Cuba | Cuba - Îles Turques-et-Caïques | 6-0   | 1er tour préliminaire de la Coupe caribéenne des nations 2007 |
| 8 septembre 2018 | La Havane Cuba | Cuba - Îles Turques-et-Caïques | 11-0  | Éliminatoires de la Gold Cup 2019                             |

#### Bilan
- Total de matchs disputés : 2
- Victoires de l'équipe de Cuba : 2
- Victoires de l'équipe des Îles Turques-et-Caïques : 0
- Match nul : 0

### Îles Vierges britanniques
Confrontations entre Cuba et les Îles Vierges britanniques :
| Date        | Lieu      | Match                            | Score | Compétition                                |
| 3 juin 2021 | Guatemala | Cuba - Îles Vierges britanniques | 5-0   | Qualifications pour la Coupe du monde 2022 |

#### Bilan
- Total de matchs disputés : 1
- Victoires de l'équipe de Cuba : 1
- Victoires de l'équipe des îles Vierges britanniques : 0
- Match nul : 0

### Indonésie
Confrontations entre Cuba et l'Indonésie :
| Date         | Lieu           | Match            | Score | Compétition  |
| 29 mars 2014 | Alzira Espagne | Cuba - Indonésie | 1-0   | Match amical |

#### Bilan
- Total de matchs disputés : 1
- Victoires de l'équipe de Cuba : 1
- Victoires de l'équipe d'Indonésie : 0
- Match nul : 0

## J

### Jamaïque
Confrontations entre Cuba et la Jamaïque :
| Date             | Lieu                            | Match           | Score | Compétition                                                   |
| 16 mars 1930     | La Havane Cuba                  | Cuba - Jamaïque | 3-1   | Jeux d'Amérique centrale et des Caraïbes 1930                 |
| 26 février 1943  | Cuba                            | Cuba - Jamaïque | 0-0   | Match amical                                                  |
| 2 mars 1943      | Cuba                            | Cuba - Jamaïque | 0-1   | Match amical                                                  |
| 9 juin 1948      | Kingston Jamaïque               | Jamaïque - Cuba | 3-0   | Match amical                                                  |
| 12 juin 1948     | Kingston Jamaïque               | Jamaïque - Cuba | 1-1   | Match amical                                                  |
| 17 décembre 1949 | Port-au-Prince Haïti            | Cuba - Jamaïque | 2-5   | Match amical                                                  |
| 24 août 1962     | Kingston Jamaïque               | Jamaïque - Cuba | 6-1   | Jeux d'Amérique centrale et des Caraïbes 1962                 |
| 16 janvier 1965  | Kingston Jamaïque               | Jamaïque - Cuba | 2-0   | Qualifications pour la Coupe du monde 1966                    |
| 7 février 1965   | La Havane Cuba                  | Cuba - Jamaïque | 2-1   | Qualifications pour la Coupe du monde 1966                    |
| 14 janvier 1967  | Kingston Jamaïque               | Jamaïque - Cuba | 2-1   | Tour préliminaire de la Coupe des nations de la CONCACAF 1967 |
| 1er octobre 1971 | Kingston Jamaïque               | Jamaïque - Cuba | 0-1   | Tour préliminaire de la Coupe des nations de la CONCACAF 1971 |
| 4 octobre 1971   | La Havane Cuba                  | Cuba - Jamaïque | 0-0   | Tour préliminaire de la Coupe des nations de la CONCACAF 1971 |
| 2 avril 1972     | Kingston Jamaïque               | Jamaïque - Cuba | 2-0   | Match amical                                                  |
| 15 août 1976     | Kingston Jamaïque               | Jamaïque - Cuba | 1-3   | Qualifications pour la Coupe du monde 1978                    |
| 29 août 1976     | La Havane Cuba                  | Cuba - Jamaïque | 2-0   | Qualifications pour la Coupe du monde 1978                    |
| 26 août 1979     | Cuba                            | Cuba - Jamaïque | 2-0   | Match amical                                                  |
| 22 juin 1992     | San Fernando Trinité-et-Tobago  | Cuba - Jamaïque | 0-0   | Phase finale de la Coupe caribéenne des nations 1992          |
| 12 mars 1995     | Kingston Jamaïque               | Jamaïque - Cuba | 0-0   | Match amical                                                  |
| 21 juillet 1995  | Montego Bay Jamaïque            | Jamaïque - Cuba | 1-2   | Phase finale de la Coupe caribéenne des nations 1995          |
| 14 janvier 1996  | Kingston Jamaïque               | Jamaïque - Cuba | 1-1   | Match amical                                                  |
| 29 juin 1997     | Kingston Jamaïque               | Jamaïque - Cuba | 3-0   | Match amical                                                  |
| 10 juin 1999     | Port of Spain Trinité-et-Tobago | Cuba - Jamaïque | 2-0   | Demi-finale de la Coupe caribéenne des nations 1999           |
| 2 juillet 2000   | Kingston Jamaïque               | Jamaïque - Cuba | 1-1   | Match amical                                                  |
| 10 juin 2001     | Kingston Jamaïque               | Jamaïque - Cuba | 4-1   | Match amical                                                  |
| 20 juillet 2001  | La Havane Cuba                  | Cuba - Jamaïque | 0-0   | Match amical                                                  |
| 11 mars 2003     | La Havane Cuba                  | Cuba - Jamaïque | 0-0   | Match amical                                                  |
| 13 mars 2003     | La Havane Cuba                  | Cuba - Jamaïque | 1-0   | Match amical                                                  |
| 6 juillet 2003   | Kingston Jamaïque               | Jamaïque - Cuba | 1-2   | Match amical                                                  |
| 24 février 2005  | Bridgetown Barbade              | Cuba - Jamaïque | 0-1   | Phase finale de la Coupe caribéenne des nations 2005          |
| 22 février 2012  | Kingston Jamaïque               | Jamaïque - Cuba | 1-0   | Match amical                                                  |
| 24 février 2012  | Montego Bay Jamaïque            | Jamaïque - Cuba | 3-0   | Match amical                                                  |
| 12 décembre 2012 | North Sound Antigua-et-Barbuda  | Jamaïque - Cuba | 0-1   | Phase finale de la Coupe caribéenne des nations 2012          |
| 30 mars 2015     | Montego Bay Jamaïque            | Jamaïque - Cuba | 3-0   | Match amical                                                  |

#### Bilan
- Total de matchs disputés : 33
- Victoires de l'équipe de Cuba : 11
- Victoires de l'équipe de Jamaïque : 13
- Match nul : 9

## L

### Libye
Confrontations entre Cuba et la Libye :
| Date        | Lieu          | Match        | Score | Compétition  |
| 3 juin 2024 | Tripoli Libye | Libye - Cuba | 4-6   | Match amical |

#### Bilan
- Total de matchs disputés : 1
- Victoires de l'équipe de Cuba : 1
- Victoires de l'équipe de Libye : 0
- Match nul : 0

## M

### Martinique
Confrontations entre Cuba et la Martinique :
| Date             | Lieu                            | Match             | Score         | Compétition                                                  |
| 9 mai 1949       | Suriname                        | Cuba - Martinique | 0-0           | Match amical                                                 |
| 26 juin 1992     | Port of Spain Trinité-et-Tobago | Cuba - Martinique | 1-1 (3 tab 5) | Match de classement de la Coupe caribéenne des nations 1992  |
| 27 mai 1996      | Port of Spain Trinité-et-Tobago | Cuba - Martinique | 1-0           | Phase finale de la Coupe caribéenne des nations 1996         |
| 24 mai 2001      | Arima Trinité-et-Tobago         | Martinique - Cuba | 1-0           | Match de classement de la Coupe caribéenne des nations 2001  |
| 29 novembre 2002 | George Town Îles Caïmans        | Martinique - Cuba | 1-2           | Qualifications pour la Gold Cup 2003                         |
| 8 janvier 2004   | La Havane Cuba                  | Cuba - Martinique | 0-0           | Match amical                                                 |
| 12 décembre 2004 | La Havane Cuba                  | Cuba - Martinique | 2-0           | Tour préliminaire de la Coupe caribéenne des nations 2005    |
| 21 décembre 2004 | Fort-de-France Martinique       | Martinique - Cuba | 0-2           | Tour préliminaire de la Coupe caribéenne des nations 2005    |
| 12 novembre 2006 | Fort-de-France Martinique       | Martinique - Cuba | 0-0           | 2e tour préliminaire de la Coupe caribéenne des nations 2007 |
| 28 novembre 2010 | Fort-de-France Martinique       | Martinique - Cuba | 0-1           | Phase finale de la Coupe caribéenne des nations 2010         |
| 8 décembre 2012  | North Sound Antigua-et-Barbuda  | Martinique - Cuba | 1-0           | Phase finale de la Coupe caribéenne des nations 2012         |
| 19 juin 2019     | Denver États-Unis               | Cuba - Martinique | 0-3           | Phase finale de la Gold Cup 2019                             |

#### Bilan
- Total de matchs disputés : 12
- Victoires de l'équipe de Cuba : 5
- Victoires de l'équipe de Martinique : 3
- Match nul : 4

### Mexique
Confrontations entre Cuba et le Mexique :
| Date              | Lieu                           | Match          | Score | Compétition                                              |
| 4 mars 1934       | Mexico Mexique                 | Mexique - Cuba | 3-2   | Qualifications pour la Coupe du monde 1934               |
| 11 mars 1934      | Mexico Mexique                 | Mexique - Cuba | 5-0   | Qualifications pour la Coupe du monde 1934               |
| 18 mars 1934      | Mexico Mexique                 | Mexique - Cuba | 4-1   | Qualifications pour la Coupe du monde 1934               |
| 30 mars 1935      | San Salvador Salvador          | Cuba - Mexique | 1-6   | Jeux d'Amérique centrale et des Caraïbes 1935            |
| 17 juillet 1947   | La Havane Cuba                 | Cuba - Mexique | 1-3   | Championnat de la NAFC 1947                              |
| 11 septembre 1949 | Mexico Mexique                 | Mexique - Cuba | 2-0   | Qualifications pour la Coupe du monde 1950               |
| 25 septembre 1949 | Mexico Mexique                 | Cuba - Mexique | 0-3   | Qualifications pour la Coupe du monde 1950               |
| 28 novembre 1971  | San Fernando Trinité-et-Tobago | Cuba - Mexique | 0-1   | Phase finale de la Coupe des nations de la CONCACAF 1971 |
| 1er novembre 1981 | Tegucigalpa Honduras           | Mexique - Cuba | 4-0   | Qualifications pour la Coupe du monde 1982               |
| 8 juin 2007       | East Rutherford États-Unis     | Mexique - Cuba | 2-1   | Phase finale de la Gold Cup 2007                         |
| 9 juin 2011       | Charlotte États-Unis           | Cuba - Mexique | 0-5   | Phase finale de la Gold Cup 2011                         |
| 9 juillet 2015    | Chicago États-Unis             | Mexique - Cuba | 6-0   | Phase finale de la Gold Cup 2015                         |
| 15 juin 2019      | Pasadena États-Unis            | Mexique - Cuba | 7-0   | Phase finale de la Gold Cup 2019                         |

#### Bilan
- Total de matchs disputés : 13
- Victoires de l'équipe de Cuba : 0
- Victoires de l'équipe du Mexique : 13
- Match nul : 0

### Mozambique
Confrontations entre Cuba et le Mozambique :
| Date        | Lieu       | Match             | Score | Compétition  |
| 30 mai 1977 | Mozambique | Mozambique - Cuba | 0-2   | Match amical |

#### Bilan
- Total de matchs disputés : 1
- Victoires de l'équipe de Cuba : 1
- Victoires de l'équipe du Mozambique : 0
- Match nul : 0

## N

### Nicaragua
Confrontations entre Cuba et le Nicaragua :
| Date             | Lieu              | Match            | Score | Compétition  |
| 9 mars 2000      | La Havane Cuba    | Cuba - Nicaragua | 4-0   | Match amical |
| 26 mai 2011      | La Havane Cuba    | Cuba - Nicaragua | 1-1   | Match amical |
| 28 mai 2011      | La Havane Cuba    | Cuba - Nicaragua | 2-1   | Match amical |
| 8 décembre 2015  | Managua Nicaragua | Nicaragua - Cuba | 5-0   | Match amical |
| 11 décembre 2015 | Estelí Nicaragua  | Nicaragua - Cuba | 1-0   | Match amical |
| 22 mars 2018     | Managua Nicaragua | Nicaragua - Cuba | 3-1   | Match amical |
| 25 mars 2018     | Managua Nicaragua | Nicaragua - Cuba | 3-3   | Match amical |
| 8 novembre 2019  | Managua Nicaragua | Nicaragua - Cuba | 0-0   | Match amical |
| 11 novembre 2019 | Managua Nicaragua | Nicaragua - Cuba | 0-1   | Match amical |
| 10 novembre 2021 | Managua Nicaragua | Nicaragua - Cuba | 0-3   | Match amical |
| 13 novembre 2021 | Managua Nicaragua | Nicaragua - Cuba | 2-0   | Match amical |

#### Bilan
- Total de matchs disputés : 11
- Victoires de l'équipe de Cuba : 4
- Victoires de l'équipe du Nicaragua : 4
- Match nul : 3

## P

### Panama
Confrontations entre Cuba et le Panama :
| Date              | Lieu                              | Match         | Score | Compétition                                   |
| 18 janvier 1941   | Cuba                              | Cuba - Panama | 0-2   | Match amical                                  |
| 26 janvier 1941   | Panama                            | Panama - Cuba | 0-0   | Match amical                                  |
| 12 mars 1948      | Cuba                              | Cuba - Panama | 1-1   | Match amical                                  |
| 14 mars 1948      | Cuba                              | Cuba - Panama | 1-0   | Match amical                                  |
| 22 février 1949   | Cuba                              | Cuba - Panama | 1-2   | Match amical                                  |
| 16 mars 1954      | Mexico Mexique                    | Cuba - Panama | 0-4   | Jeux d'Amérique centrale et des Caraïbes 1954 |
| 14 août 1957      | Willemstad Antilles néerlandaises | Cuba - Panama | 0-1   | Coupe CCCF 1957                               |
| 10 mars 1961      | San José Costa Rica               | Cuba - Panama | 0-1   | Coupe CCCF 1961                               |
| 5 septembre 1975  | Panama                            | Panama - Cuba | 0-1   | Match amical                                  |
| 7 septembre 1975  | La Chorrera Panama                | Panama - Cuba | 2-2   | Match amical                                  |
| 16 septembre 1975 | Panama                            | Panama - Cuba | 2-3   | Match amical                                  |
| 23 décembre 1976  | Panama                            | Panama - Cuba | 0-5   | Match amical                                  |
| 27 juillet 1983   | Panama                            | Panama - Cuba | 0-0   | Match amical                                  |
| 31 juillet 1983   | La Chorrera Panama                | Panama - Cuba | 1-0   | Match amical                                  |
| 13 mars 1984      | Panama                            | Panama - Cuba | 1-1   | Match amical                                  |
| 18 mars 1984      | Panama                            | Panama - Cuba | 0-1   | Match amical                                  |
| 30 octobre 1986   | Managua Nicaragua                 | Cuba - Panama | 1-1   | Match amical                                  |
| 20 février 1987   | Panama                            | Panama - Cuba | 1-0   | Match amical                                  |
| 22 février 1987   | Panama                            | Panama - Cuba | 1-3   | Match amical                                  |
| 25 mars 1987      | Panama                            | Panama - Cuba | 0-0   | Match amical                                  |
| 22 septembre 1996 | Panama                            | Cuba - Panama | 3-1   | Qualifications pour la Coupe du monde 1998    |
| 15 décembre 1996  | Panama                            | Panama - Cuba | 3-1   | Qualifications pour la Coupe du monde 1998    |
| 5 décembre 1999   | Panama                            | Panama - Cuba | 1-0   | Match amical                                  |
| 29 juillet 2001   | Panama                            | Panama - Cuba | 0-0   | Barrage de la Gold Cup 2002                   |
| 5 août 2001       | La Havane Cuba                    | Cuba - Panama | 1-0   | Barrage de la Gold Cup 2002                   |
| 27 juin 2003      | Panama                            | Panama - Cuba | 2-0   | Match amical                                  |
| 29 juin 2003      | Panama                            | Panama - Cuba | 1-0   | Match amical                                  |
| 16 mars 2004      | La Havane Cuba                    | Cuba - Panama | 1-1   | Match amical                                  |
| 18 mars 2004      | La Havane Cuba                    | Cuba - Panama | 3-0   | Match amical                                  |
| 10 juin 2007      | East Rutherford États-Unis        | Panama - Cuba | 2-2   | Phase finale de la Gold Cup 2007              |
| 26 octobre 2010   | Panama                            | Panama - Cuba | 0-3   | Match amical                                  |
| 29 mars 2011      | La Havane Cuba                    | Cuba - Panama | 0-2   | Match amical                                  |
| 12 juin 2012      | Panama                            | Panama - Cuba | 1-0   | Qualifications pour la Coupe du monde 2014    |
| 16 octobre 2012   | La Havane Cuba                    | Cuba - Panama | 1-1   | Qualifications pour la Coupe du monde 2014    |
| 20 juillet 2013   | Atlanta États-Unis                | Panama - Cuba | 6-1   | Quart-de-finale de la Gold Cup 2013           |
| 20 août 2014      | Panama                            | Panama - Cuba | 4-0   | Match amical                                  |
| 8 janvier 2016    | Panama                            | Panama - Cuba | 4-0   | Barrages de la Copa América Centenario        |

#### Bilan
- Total de matchs disputés : 37
- Victoires de l'équipe de Cuba : 10
- Victoires de l'équipe du Panama : 16
- Match nul : 11

### Porto Rico
Confrontations entre Cuba et Porto Rico :
| Date             | Lieu                                  | Match             | Score | Compétition                                               |
| 12 novembre 1940 | Cuba                                  | Cuba - Porto Rico | 1-1   | Match amical                                              |
| 26 janvier 1942  | Cuba                                  | Cuba - Porto Rico | 1-0   | Match amical                                              |
| 29 janvier 1942  | Cuba                                  | Cuba - Porto Rico | 1-0   | Match amical                                              |
| 6 décembre 1947  | Cuba                                  | Cuba - Porto Rico | 4-0   | Match amical                                              |
| 12 décembre 1947 | Cuba                                  | Cuba - Porto Rico | 0-0   | Match amical                                              |
| 22 août 1962     | Kingston Jamaïque                     | Cuba - Porto Rico | 2-0   | Jeux d'Amérique centrale et des Caraïbes 1962             |
| 27 mai 1995      | Saint-Domingue République dominicaine | Cuba - Porto Rico | 9-0   | Tour préliminaire de la Coupe caribéenne des nations 1995 |

#### Bilan
- Total de matchs disputés : 7
- Victoires de l'équipe de Cuba : 5
- Victoires de l'équipe de Porto Rico : 0
- Match nul : 2

## R

### République dominicaine
Confrontations entre Cuba et la République dominicaine :
| Date              | Lieu                                              | Match                         | Score | Compétition                                               |
| 14 mai 1949       | Suriname                                          | Cuba - République dominicaine | 0-1   | Match amical                                              |
| 25 mai 1995       | Saint-Domingue République dominicaine             | République dominicaine - Cuba | 0-3   | Tour préliminaire de la Coupe caribéenne des nations 1995 |
| 1er décembre 2002 | George Town Îles Caïmans                          | République dominicaine - Cuba | 1-2   | Qualifications pour la Gold Cup 2003                      |
| 25 mars 2015      | Santiago de los Caballeros République dominicaine | République dominicaine - Cuba | 0-3   | Match amical                                              |
| 17 novembre 2018  | La Havane Cuba                                    | Cuba - République dominicaine | 1-0   | Éliminatoires de la Gold Cup 2019                         |

#### Bilan
- Total de matchs disputés : 5
- Victoires de l'équipe de Cuba : 4
- Victoires de l'équipe de République dominicaine : 1
- Match nul : 0

### Roumanie
Confrontations entre Cuba et la Roumanie :
| Date        | Lieu            | Match           | Score    | Compétition                                           |
| 5 juin 1938 | Toulouse France | Cuba - Roumanie | 3-3 a.p. | 8e de finale de la Coupe du monde 1938                |
| 9 juin 1938 | Toulouse France | Cuba - Roumanie | 2-1      | 8e de finale de la Coupe du monde 1938 (match rejoué) |

#### Bilan
- Total de matchs disputés : 2
- Victoires de l'équipe de Cuba : 1
- Victoires de l'équipe de Roumanie : 0
- Match nul : 1

## S

### Saint-Christophe-et-Niévès
Confrontations entre Cuba et Saint-Christophe-et-Niévès :
| Date           | Lieu                                  | Match                             | Score | Compétition                                          |
| 4 octobre 1997 | Basseterre Saint-Christophe-et-Niévès | Saint-Christophe-et-Niévès - Cuba | 0-2   | Barrage de la Gold Cup 1998                          |
| 8 juin 1999    | Macoya Trinité-et-Tobago              | Cuba - Saint-Christophe-et-Niévès | 2-0   | Phase finale de la Coupe caribéenne des nations 1999 |
| 18 mai 2001    | Macoya Trinité-et-Tobago              | Saint-Christophe-et-Niévès - Cuba | 1-1   | Phase finale de la Coupe caribéenne des nations 2001 |

#### Bilan
- Total de matchs disputés : 3
- Victoires de l'équipe de Cuba : 2
- Victoires de l'équipe de Saint-Christophe-et-Niévès : 0
- Match nul : 1

### Saint-Martin
Confrontations entre Cuba et Saint-Martin :
| Date         | Lieu            | Match               | Score | Compétition                                               |
| 6 avril 2001 | Uitvlugt Guyana | Cuba - Saint-Martin | 1-0   | Tour préliminaire de la Coupe caribéenne des nations 2001 |

#### Bilan
- Total de matchs disputés : 1
- Victoires de l'équipe de Cuba : 1
- Victoires de l'équipe de Saint-Martin : 0
- Match nul : 0

### Saint-Vincent-et-les-Grenadines
Confrontations entre Cuba et Saint-Vincent-et-les-Grenadines :
| Date             | Lieu                           | Match                                  | Score | Compétition                                                  |
| 20 juin 1992     | Point Fortin Trinité-et-Tobago | Cuba - Saint-Vincent-et-les-Grenadines | 1-0   | Phase finale de la Coupe caribéenne des nations 1992         |
| 27 juillet 1995  | George Town Îles Caïmans       | Saint-Vincent-et-les-Grenadines - Cuba | 3-2   | Demi-finale de la Coupe caribéenne des nations 1995          |
| 25 mai 1995      | San Fernando Trinité-et-Tobago | Cuba - Saint-Vincent-et-les-Grenadines | 2-0   | Phase finale de la Coupe caribéenne des nations 1996         |
| 16 janvier 2007  | San Fernando Trinité-et-Tobago | Cuba - Saint-Vincent-et-les-Grenadines | 3-0   | Phase finale de la Coupe caribéenne des nations 2007         |
| 7 juin 2008      | La Havane Cuba                 | Cuba - Saint-Vincent-et-les-Grenadines | 1-0   | Match amical                                                 |
| 16 novembre 2012 | Bacolet Trinité-et-Tobago      | Saint-Vincent-et-les-Grenadines - Cuba | 1-1   | 2e tour préliminaire de la Coupe caribéenne des nations 2012 |
| 8 juin 2021      | Saint-Georges Grenade          | Saint-Vincent-et-les-Grenadines - Cuba | 0-1   | Qualifications pour la Coupe du monde 2022                   |

#### Bilan
- Total de matchs disputés : 7
- Victoires de l'équipe de Cuba : 5
- Victoires de l'équipe de Saint-Vincent-et-les-Grenadines : 1
- Match nul : 1

### Sainte-Lucie
Confrontations entre Cuba et Sainte-Lucie :
| Date            | Lieu              | Match               | Score | Compétition                                          |
| 23 juillet 1995 | Kingston Jamaïque | Cuba - Sainte-Lucie | 2-0   | Phase finale de la Coupe caribéenne des nations 1995 |

#### Bilan
- Total de matchs disputés : 1
- Victoires de l'équipe de Cuba : 1
- Victoires de l'équipe de Sainte-Lucie : 0
- Match nul : 0

### Salvador
Confrontations entre Cuba et le Salvador :
| Date              | Lieu                   | Match           | Score | Compétition                                   |
| 1er avril 1930    | La Havane Cuba         | Cuba - Salvador | 5-2   | Jeux d'Amérique centrale et des Caraïbes 1930 |
| 24 mars 1935      | San Salvador Salvador  | Salvador - Cuba | 4-1   | Jeux d'Amérique centrale et des Caraïbes 1935 |
| 12 mars 1954      | Mexico Mexique         | Cuba - Salvador | 1-3   | Jeux d'Amérique centrale et des Caraïbes 1954 |
| 21 août 1955      | Tegucigalpa Honduras   | Salvador - Cuba | 2-1   | Coupe CCCF 1955                               |
| 11 novembre 1981  | Tegucigalpa Honduras   | Cuba - Salvador | 0-0   | Qualifications pour la Coupe du monde 1982    |
| 8 septembre 1996  | San Salvador Salvador  | Cuba - Salvador | 0-5   | Qualifications pour la Coupe du monde 1998    |
| 1er décembre 1996 | San Salvador Salvador  | Salvador - Cuba | 3-0   | Qualifications pour la Coupe du monde 1998    |
| 10 octobre 1999   | Los Angeles États-Unis | Cuba - Salvador | 3-1   | Qualifications pour la Gold Cup 2000          |
| 24 mars 2011      | La Havane Cuba         | Cuba - Salvador | 0-1   | Match amical                                  |
| 12 juin 2011      | Chicago États-Unis     | Salvador - Cuba | 6-1   | Phase finale de la Gold Cup 2011              |

#### Bilan
- Total de matchs disputés : 10
- Victoires de l'équipe de Cuba : 2
- Victoires de l'équipe du Salvador : 7
- Match nul : 1

### Suède
Confrontations en matchs officiels entre Cuba et la Suède :
| Date         | Lieu    | Match        | Score | Compétition                               |
| 12 juin 1938 | Antibes | Suède - Cuba | 8-0   | Quart-de-finale de la Coupe du monde 1938 |

#### Bilan
- Total de matchs disputés : 1
- Victoires de l'équipe de Cuba : 0
- Victoires de l'équipe de Suède : 1
- Match nul : 0

### Suriname
Confrontations entre Cuba et le Suriname :
| Date             | Lieu                            | Match           | Score | Compétition                                                  |
| 12 mai 1949      | Paramaribo Suriname             | Suriname - Cuba | 0-1   | Match amical                                                 |
| 15 février 1960  | La Havane Cuba                  | Cuba - Suriname | 0-2   | Coupe CCCF 1960                                              |
| 17 août 1980     | La Havane Cuba                  | Cuba - Suriname | 3-0   | Qualifications pour la Coupe du monde 1982                   |
| 7 septembre 1980 | Paramaribo Suriname             | Suriname - Cuba | 0-0   | Qualifications pour la Coupe du monde 1982                   |
| 3 juin 1996      | Port of Spain Trinité-et-Tobago | Cuba - Suriname | 4-0   | Demi-finale de la Coupe caribéenne des nations 1996          |
| 2 avril 2000     | La Havane Cuba                  | Cuba - Suriname | 1-0   | Qualifications pour la Coupe du monde 2002                   |
| 16 avril 2000    | Paramaribo Suriname             | Suriname - Cuba | 0-0   | Qualifications pour la Coupe du monde 2002                   |
| 16 mai 2001      | Macoya Trinité-et-Tobago        | Cuba - Suriname | 4-3   | Phase finale de la Coupe caribéenne des nations 2001         |
| 10 novembre 2006 | Fort-de-France Martinique       | Cuba - Suriname | 3-1   | 2e tour préliminaire de la Coupe caribéenne des nations 2007 |
| 27 octobre 2008  | La Havane Cuba                  | Cuba - Suriname | 6-0   | 2e tour préliminaire de la Coupe caribéenne des nations 2008 |
| 12 novembre 2010 | Saint John's Antigua-et-Barbuda | Suriname - Cuba | 3-3   | 2e tour préliminaire de la Coupe caribéenne des nations 2010 |
| 14 novembre 2012 | Bacolet Trinité-et-Tobago       | Cuba - Suriname | 5-0   | 2e tour préliminaire de la Coupe caribéenne des nations 2012 |

#### Bilan
- Total de matchs disputés : 12
- Victoires de l'équipe de Cuba : 8
- Victoires de l'équipe du Suriname : 1
- Match nul : 3

## T

### Trinité-et-Tobago
Confrontations entre Cuba et Trinité-et-Tobago :
| Date             | Lieu                            | Match                    | Score    | Compétition                                                   |
| 30 mars 1949     | Trinité-et-Tobago               | Trinité-et-Tobago - Cuba | 3-1      | Match amical                                                  |
| 3 avril 1949     | Trinité-et-Tobago               | Trinité-et-Tobago - Cuba | 4-0      | Match amical                                                  |
| 20 janvier 1967  | Kingston Jamaïque               | Cuba - Trinité-et-Tobago | 1-2      | Tour préliminaire de la Coupe des nations de la CONCACAF 1967 |
| 30 novembre 1971 | Port of Spain Trinité-et-Tobago | Trinité-et-Tobago - Cuba | 2-2      | Phase finale de la Coupe des nations de la CONCACAF 1971      |
| 22 novembre 1980 | San Fernando Trinité-et-Tobago  | Trinité-et-Tobago - Cuba | 2-2      | Match amical                                                  |
| 24 juin 1992     | Port of Spain Trinité-et-Tobago | Trinité-et-Tobago - Cuba | 1-0      | Demi-finale de la Coupe caribéenne des nations 1992           |
| 19 juillet 1995  | Kingston Jamaïque               | Trinité-et-Tobago - Cuba | 2-0      | Phase finale de la Coupe caribéenne des nations 1995          |
| 7 juin 1996      | Port of Spain Trinité-et-Tobago | Trinité-et-Tobago - Cuba | 2-0      | Finale de la Coupe caribéenne des nations 1996                |
| 13 juin 1999     | Port of Spain Trinité-et-Tobago | Trinité-et-Tobago - Cuba | 2-1 b.o. | Finale de la Coupe caribéenne des nations 1999                |
| 4 juillet 2000   | Macoya Trinité-et-Tobago        | Trinité-et-Tobago - Cuba | 4-1      | Match amical                                                  |
| 22 mai 2001      | Port of Spain Trinité-et-Tobago | Trinité-et-Tobago - Cuba | 2-0      | Demi-finale de la Coupe caribéenne des nations 2001           |
| 30 mars 2003     | San Fernando Trinité-et-Tobago  | Trinité-et-Tobago - Cuba | 1-3      | Qualifications pour la Gold Cup 2003                          |
| 19 novembre 2003 | Port of Spain Trinité-et-Tobago | Trinité-et-Tobago - Cuba | 2-1      | Match amical                                                  |
| 22 février 2005  | Bridgetown Barbade              | Trinité-et-Tobago - Cuba | 1-2      | Phase finale de la Coupe caribéenne des nations 2005          |
| 20 janvier 2007  | Port of Spain Trinité-et-Tobago | Trinité-et-Tobago - Cuba | 3-1      | Demi-finale de la Coupe caribéenne des nations 2007           |
| 20 août 2008     | La Havane Cuba                  | Cuba - Trinité-et-Tobago | 1-3      | Qualifications pour la Coupe du monde 2010                    |
| 19 novembre 2008 | Port of Spain Trinité-et-Tobago | Trinité-et-Tobago - Cuba | 3-0      | Qualifications pour la Coupe du monde 2010                    |
| 26 novembre 2010 | Fort-de-France Martinique       | Trinité-et-Tobago - Cuba | 0-2      | Phase finale de la Coupe caribéenne des nations 2010          |
| 18 novembre 2012 | Bacolet Trinité-et-Tobago       | Trinité-et-Tobago - Cuba | 1-0      | 2e tour préliminaire de la Coupe caribéenne des nations 2012  |
| 16 décembre 2012 | Saint John's Antigua-et-Barbuda | Cuba - Trinité-et-Tobago | 1-0      | Finale de la Coupe caribéenne des nations 2012                |
| 15 novembre 2014 | Montego Bay Jamaïque            | Cuba - Trinité-et-Tobago | 0-0      | Phase finale de la Coupe caribéenne des nations 2014          |
| 12 juillet 2015  | Glendale États-Unis             | Trinité-et-Tobago - Cuba | 2-0      | Phase finale de la Gold Cup 2015                              |

#### Bilan
- Total de matchs disputés : 22
- Victoires de l'équipe de Cuba : 4
- Victoires de l'équipe de Trinité-et-Tobago : 15
- Match nul : 3

## V

### Venezuela
Confrontations entre Cuba et le Venezuela :
| Date              | Lieu                   | Match            | Score | Compétition                                   |
| 15 août 1962      | Kingston Jamaïque      | Cuba - Venezuela | 0-2   | Jeux d'Amérique centrale et des Caraïbes 1962 |
| 20 septembre 1981 | Barquisimeto Venezuela | Venezuela - Cuba | 1-0   | Match amical                                  |
| 24 mars 2007      | Mérida Venezuela       | Venezuela - Cuba | 3-1   | Match amical                                  |

#### Bilan
- Total de matchs disputés : 3
- Victoires de l'équipe de Cuba : 0
- Victoires de l'équipe du Venezuela : 3
- Match nul : 0

## Z

### Zambie
Confrontations entre Cuba et la Zambie :
| Date         | Lieu          | Match         | Score | Compétition  |
| 12 juin 1977 | Lusaka Zambie | Zambie - Cuba | 2-0   | Match amical |
| 20 juin 1977 | Kitwe Zambie  | Zambie - Cuba | 0-1   | Match amical |

#### Bilan
- Total de matchs disputés : 2
- Victoires de l'équipe de Cuba : 1
- Victoires de l'équipe de Zambie : 1
- Match nul : 0